# Memoirs of a Geisha (colonna sonora)
Memoirs of a Geisha è la colonna sonora del film Memorie di una geisha diretto da Rob Marshall, fu pubblicata dalla Sony Classical nel 2005. La musica è stata composta e diretta da John Williams.

## Tracce
Musiche di John Williams.
1. Sayuri's Theme – 1:31
2. The Journey to the Hanamachi – 4:06
3. Going to School – 2:42
4. Brush on Silk – 2:31
5. Chiyo's Prayer – 3:36
6. Becoming a Geisha – 4:52
7. Finding Satsu – 3:44
8. The Chairman's Waltz – 2:39
9. The Rooftops of the Hanamachi – 3:49
10. The Garden Meeting – 2:44
11. Dr. Crab's Prize – 2:18
12. Destiny's Path – 3:20
13. A New Name... A New Life – 3:33
14. The Fire Scene and the Coming of War – 6:48
15. As the Water... – 2:01
16. Confluence – 3:42
17. A Dream Discarded – 2:00
18. Sayuri's Theme and End Credits – 5:06

Durata totale: 61:02

## Crediti
- Yo-Yo Ma – Violoncello
- Itzhak Perlman – violino